# Орлов, Роман Николаевич
Рома́н Никола́евич Орло́в (4 ноября 1981 — 14 августа 2003) — рядовой Вооружённых Сил Российской Федерации, участник антитеррористических операций в период Второй чеченской войны, погиб при исполнении служебных обязанностей.

## Биография
Роман Николаевич Орлов родился 4 ноября 1981 года в посёлке Крутая Гора Чистопольского района Татарской Автономной Советской Социалистической Республики (в настоящий момент этот посёлок включён в состав города Чистополя Республики Татарстан). Учился в местной школе. Активно занимался спортом, не раз принимал участие в спортивных соревнованиях. Получив среднее образование, Орлов поступил в Чистопольский сельскохозяйственный техникум. Окончил его по специальности «Электрификация и автоматизация сельского хозяйства».
19 ноября 2001 года Орлов был призван на службу в Вооружённые Силы Российской Федерации. Войсковое обучение проходил в учебной части Внутренних войск МВД России в городе Нальчике, затем служил в посёлке Карцы Республики Северная Осетия — Алания (войсковая часть № 3724). Получил воинскую специальность гранатомётчика. В ходе Второй чеченской войны участвовал в боевых действиях против незаконных вооружённых формирований сепаратистов.
В ночь с 13 на 14 августа 2003 года Орлов находился на посту во внутреннем карауле, неся службу по охране расположения своего подразделения, дислоцировавшегося в районе села Самашки Ачхой-Мартановского района Чеченской Республики. Приблизительно в 02:30 он со своими товарищами обнаружил группу чеченских сепаратистов, пытавшихся совершить неожиданное нападение на часть, и в числе первых вступил в бой. В том бою Орлов погиб.
Похоронен на кладбище села Чувашский Елтан Чистопольского района Республики Татарстан.
Указом Президента Российской Федерации рядовой Роман Николаевич Орлов посмертно был удостоен ордена Мужества.

## Память
- В честь Орлова названа улица в посёлке Крутая Гора города Чистополя[4].
- На здании Чистопольского сельскохозяйственного техникума установлена мемориальная доска в память об Орлове.
- Мемориальная доска установлена на доме, где жил Орлов.